# Pseudoplantago friesii
Pseudoplantago friesii là loài thực vật có hoa thuộc họ Dền. Loài này được Suess. miêu tả khoa học đầu tiên năm 1934.